# Свети Георги Политийски
„Свети Георги Политийски“ (на гръцки: Άγιος Γεώργιος Πολιτείας) е средновековна православна църква в град Костур (Кастория), Егейска Македония, Гърция.

## Местоположение
Храмът е разположен в източната част на града, малко над „Свети Стефан“. Традиционно принадлежи към Елеуската енория.

## История
Храмът е построен през XI век, като от този период са само части от източната стена. През следващите векове са направени много промени на сградата, най-важни от които са тези в XIX век, когато църквата е разширена и е изписана в типичния за времето стил.
В 1962 година църквата е обявена за паметник на културата.
- Света Богородица Ширшая небес
- Стенопис на източната стена
- Иконостасна икона на Иисус Христос

## Архитектура
Църквата е трикорабна базилика с притвор от северната страна. Средновековната апсида на храма показва като изпълнение и външна украса големи прилики със средновековната апсида на „Свети Йоан Предтеча Позерски“.
В църквата има печатна икона на Свети Георги, дело на зограф Митро от Света гора, с кирилски надписи, пренесена от „Свети Георги на хълма“.